# Eichenrindenminiermotte
|  | Dieser Artikel wurde aufgrund von formalen oder inhaltlichen Mängeln in der Qualitätssicherung Biologie zur Verbesserung eingetragen. Dies geschieht, um die Qualität der Biologie-Artikel auf ein akzeptables Niveau zu bringen. Bitte hilf mit, diesen Artikel zu verbessern! Artikel, die nicht signifikant verbessert werden, können gegebenenfalls gelöscht werden. Lies dazu auch die näheren Informationen in den Mindestanforderungen an Biologie-Artikel. |

Die Eichenrindenminiermotte (Spulerina simploniella) ist eine Art aus der Familie der Miniermotten (Gracillariidae). Es handelt sich dabei um kleine Falter, die vor allem in den Monaten Juni bis Juli zu finden sind.

## Lebensweise
Die sehr flach gebauten Raupen leben als Minierer in der Rinde von jungen Eichen, die Brust- und Hinterleibsbeine sind zu kleinen Kriechwülsten umgebildet. Die Segmente besitzen außerdem sowohl auf der Bauch- als auch auf der Rückenseite raue Kriechplatten. Die Überwinterung erfolgt als Raupe, die Verpuppung in der Minenkammer unter einem Seidengespinnst. Beim Eintrocknen der Rinde platzt diese auf und gibt den Weg für den Falter frei. 

### Schädling
In größerer Anzahl können die Eichenrindenminiermotten einen nicht unbeträchtlichen Schaden in Eichenpflanzungen hervorrufen.